# Israëlische directe premiersverkiezingen 1999
De directe verkiezingen van 1999 voor de premier van Israël werden op 17 mei 1999 gehouden, gelijktijdig met de verkiezingen voor de 15e Knesset. Zittend premier Benjamin Netanyahu moest het opnemen tegen Ehud Barak maar verloor.
| Kandidaat          | partij                     | stemmen   | %     |
| ------------------ | -------------------------- | --------- | ----- |
| Ehud Barak         | Eén Israël (Arbeidspartij) | 1.791.020 | 56,1% |
| Benjamin Netanyahu | Likoed                     | 1.402.474 | 43,9% |
|                    |                            | 3.193.494 |       |

## Externe link

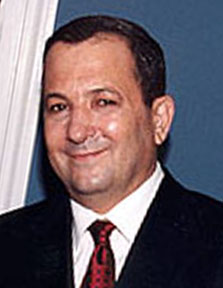
Winnaar Ehud Barak
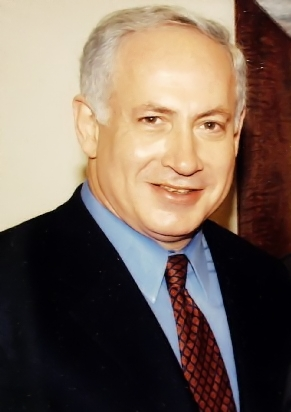
Verliezer Benjamin Netanyahu